# 宝戒寺
宝戒寺（ほうかいじ）は、神奈川県鎌倉市小町にある天台宗の寺院。山号は金龍山。詳名を金龍山釈満院 円頓宝戒寺と称し、本尊は地蔵菩薩。萩（ハギ）の名所として知られ、「萩の寺」とも呼ばれる。

## 歴史
宝戒寺は鶴岡八幡宮三の鳥居前の道（横大路）を右に行った突き当りに位置する。寺域は北条義時以来の歴代の北条得宗家の屋敷北條執権邸地跡と伝える。
得宗家9代目当主で鎌倉幕府元執権（第14代）の北条高時は、元弘3年5月22日（1333年7月4日）、新田義貞の軍に追い詰められて葛西ヶ谷（かさいがやつ、宝戒寺の裏山）の東勝寺で自害、一族郎党870余名も運命を共にし、鎌倉幕府は滅亡した。宝戒寺蔵の建武2年3月28日（同1335年4月22日)付の足利尊氏寄進状に、同寺は「北条高時の慰霊のため、その屋敷跡に後醍醐天皇が建立した」旨の記述があり、後醍醐天皇が天台宗の高僧・円観慧鎮を開山としてこの寺を造営しようとしていたことは事実と思われる。しかし、実際の造営は、後醍醐天皇による建武の新政が崩壊し、同天皇が没した後に足利尊氏らによって行なわれたと推定されている。
建武2年寄進状から17年後の1352年（観応3年）に作成された足利尊氏寄進状案には、宝戒寺の造営料として上総国武射郡小松村（現千葉県山武市）と、出羽国小田島庄（現山形県東北部）の土地を寄進するとあり、この頃ようやく宝戒寺の造営が本格化したことがわかる。「惟賢灌頂授与記」という文書によると、2世住持の惟賢によって灌頂が宝戒寺で初めて行われたのが1354年（文和3年）であり、この頃にようやく寺観が整ったものと思われる

## 文化財

### 文化財
- 木造地蔵菩薩坐像 - 1365年（貞治4年）、仏師憲円の作。
- 木造歓喜天立像 - 秘仏で一般には公開されていない。歓喜天は聖天（しょうでん）とも称し、象頭人身の2神が相抱擁する形に造形される。歓喜天像は一般に小像が多いが、宝戒寺像は像高155cmの大作として珍しい。川端康成の妻は自ら聖天信者を名乗り、行者の予言でこの像の存在を知り、ノーベル賞受賞前に足しげく参詣していたという[4]。
- 木造惟賢和尚坐像 - 当寺第2世の肖像。1372年（応安5年）造立の寿像（生前につくる肖像）

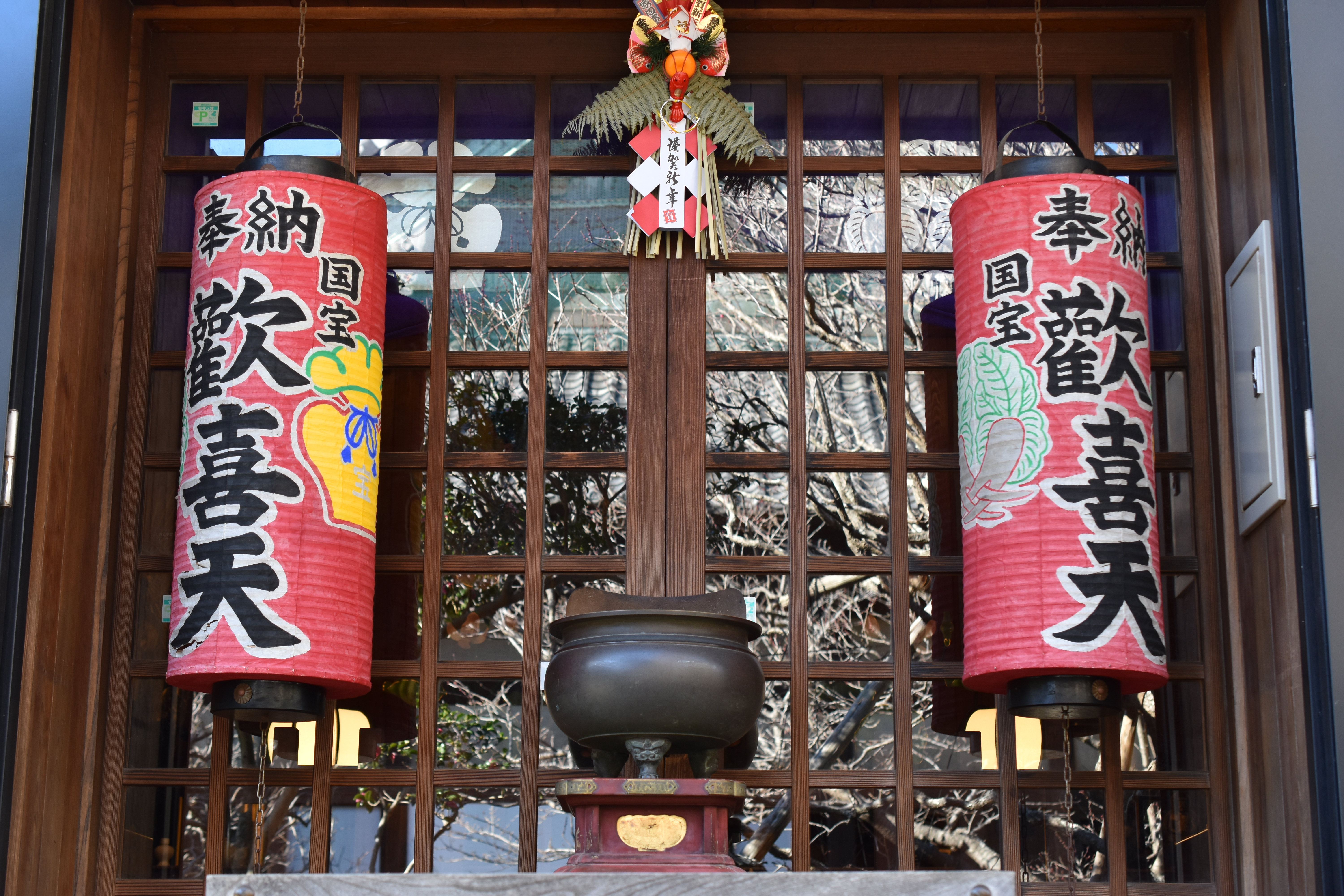
歓喜天堂

### 神奈川県指定文化財
- 絹本著色仏涅槃図
- 木造梵天・帝釈天立像

## 入山料など、基礎情報

### 拝観料（入山料）
- 拝観料
  - 大人300円
  - 中学生200円
  - 小学生以下100円

- 障がい者割引

障害者手帳を所持している者が、受付に手帳を提示した場合、障がい者本人とその介助者1名に対し、割引を受けることができる（公式ホームページに記載はないので注意）。
- 1級障害者（身障者第１種ではない）は、本人・介助者とも無料。
  - 1級以外の障害者は、本人・介助者とも半額。

### 拝観時間（入山時間）
- 【夏時間（4月～9月）】09時30分～16時30分
- 【冬時間（10月～3月）】09時30分～16時00分

### 交通機関
当寺院の駐車場はない。近隣のコインパーキングを利用。できる限り、電車など公共の交通機関を利用するのが望ましい。
- JR横須賀線 鎌倉駅東口より徒歩13分。
- 江ノ電バス 「鎌倉八幡宮前」バス停下車 徒歩6分。
- 京急バス 「大学前」バス停下車 徒歩2分。

## 前後の札所
鎌倉三十三箇所
1 杉本寺 -- 2 宝戒寺 -- 3 安養院 (鎌倉市)

## ギャラリー

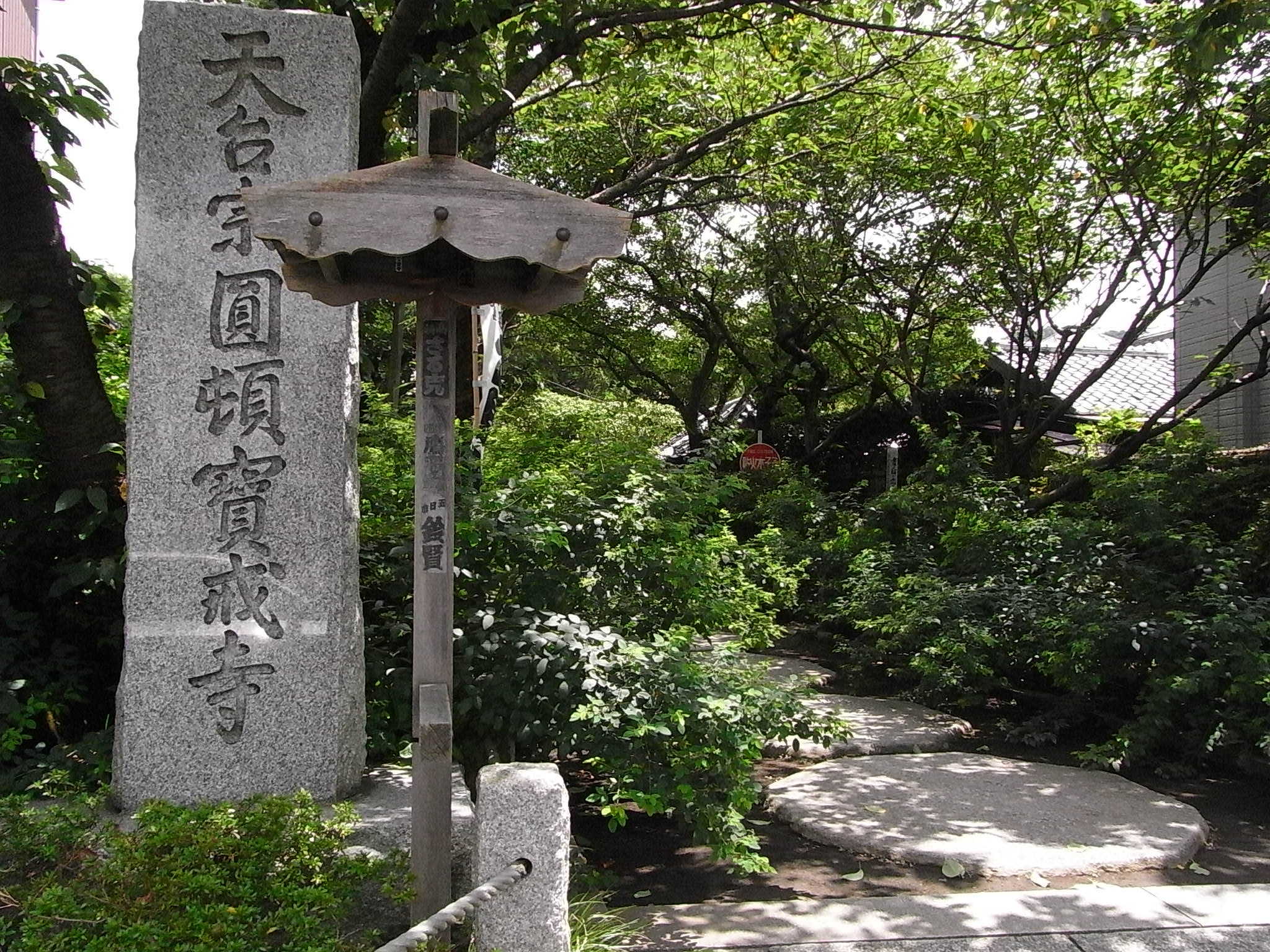
門前入口（2009年8月4日撮影）
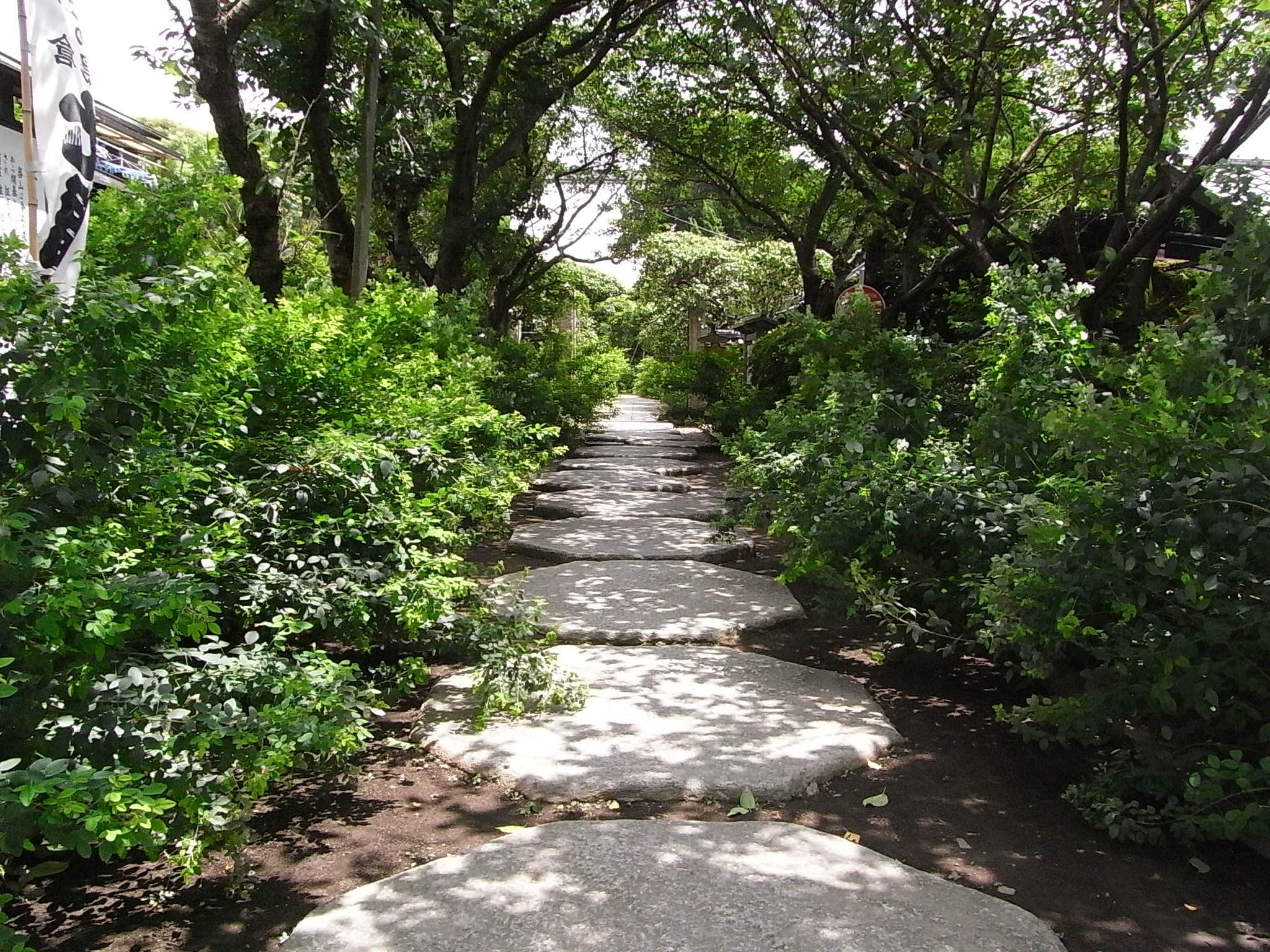
門前（2009年8月4日撮影）
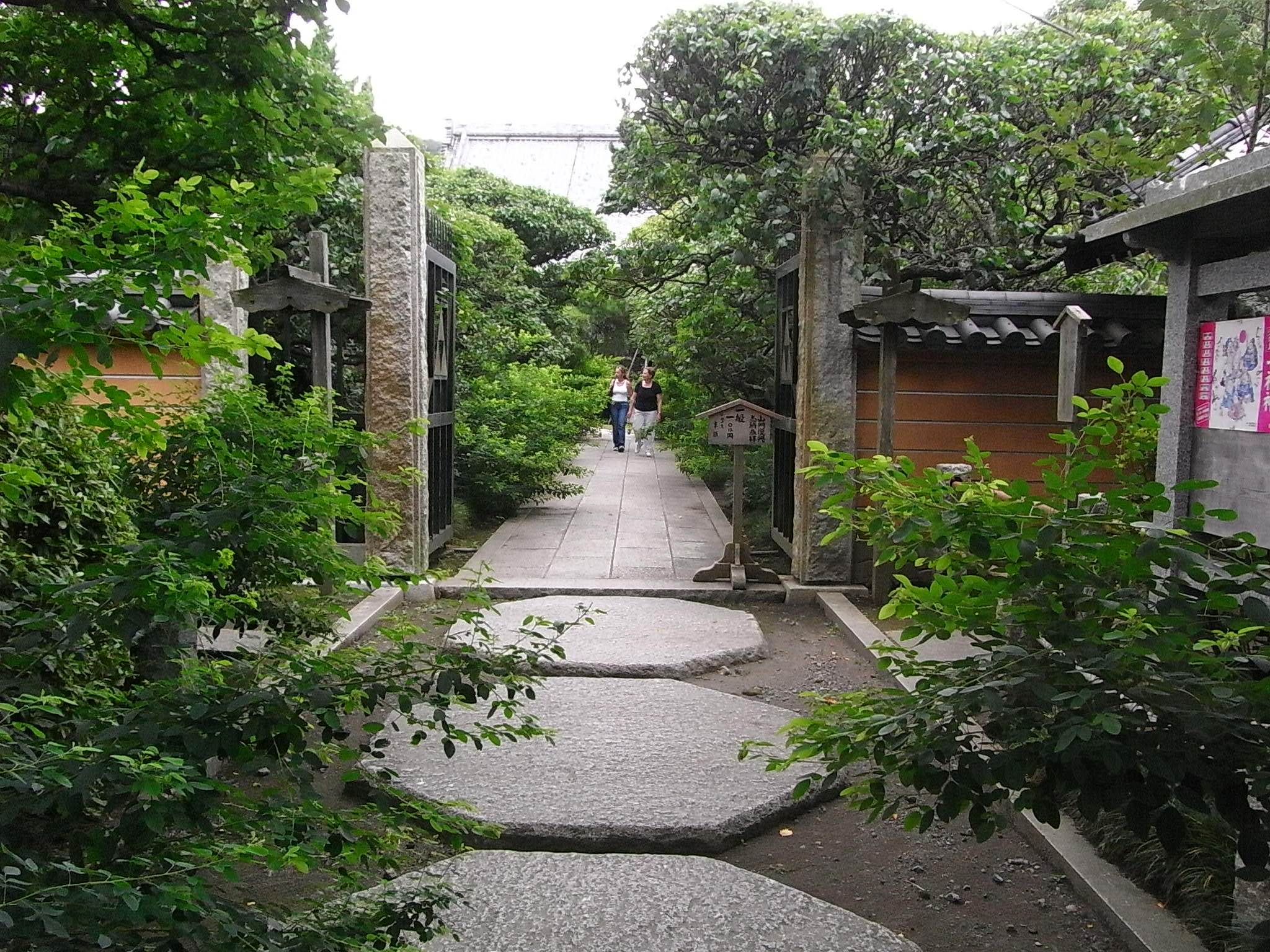
門前（2009年8月4日撮影）
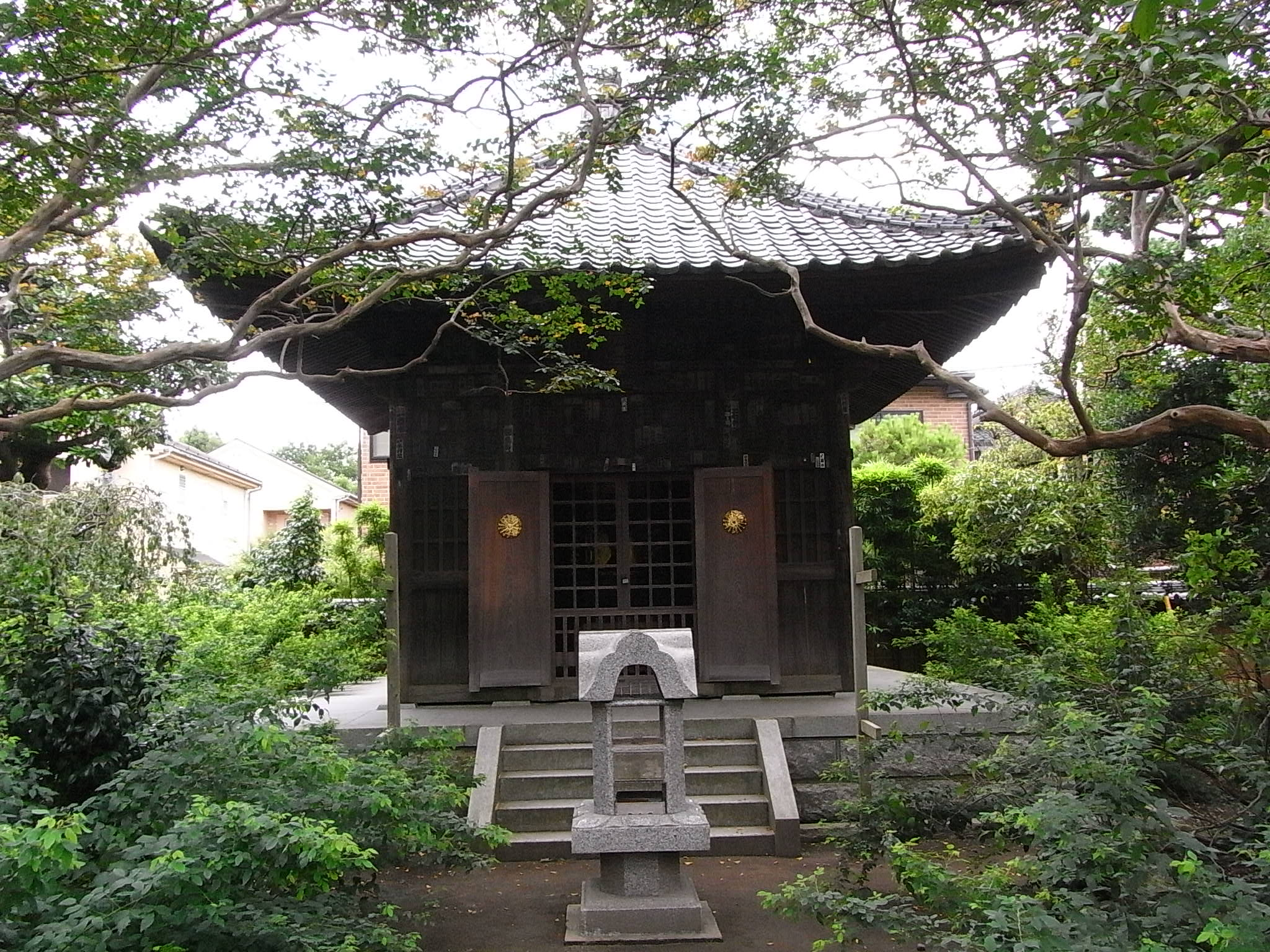
聖徳太子堂（2009年8月4日撮影）
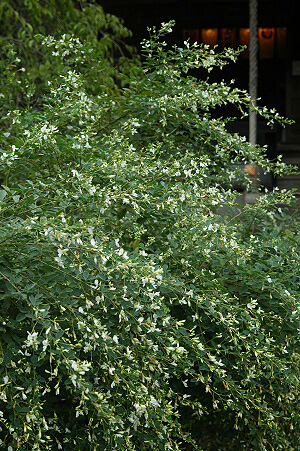
宝戒寺の白萩